# Música aleatória
Música ou composição aleatória é um estilo de música que se desenvolveu no Século XX na qual alguns dos elementos da composição são deixados ao acaso. O termo foi inventado pelo compositor francês Pierre Boulez para descrever trabalhos a cujos executores eram dados certas liberdades com ressalvas para a ordem e repetição das partes da obra musical. A intenção de Boulez com o termo era distinguir seus trabalhos dos compostos por John Cage que se utilizava de operações improváveis para realizá-los.

## Precedentes do estilo
Uma prática lúdica de composição que pode ser considerada precursora das composições aleatórias era o "Musikalisches Würfelspiele", ou Jogo Musical de Dados, popular nos séculos XVIII e XIX e atribuído a Wolfgang Amadeus Mozart.
O jogo consistia numa sequência de compassos musicais que apresentavam, cada um, várias versões possíveis. A sequência de execução dos compassos era definida por um procedimento de baseado no lançar de dados .

## Uso Moderno
Música relacionada com a ideia aleatória pode ser encontrada nos trabalhos de John Cage que foi em partes inspirado em seu amigo Morton Feldman que fazia seus experimentos musicais por volta de 1950. Cage usou o I Ching na composição de sua música para introduzir um elemento de acaso sobre o qual ele não poderia ter controle algum. A primeira vez que ele usou este método foi em Music of Changes para piano solo em 1951, para determinar a sequência de notas ou grupos de notas que deveriam ser usadas e o momento preciso de suas ocorrências.
Cage também utilizou técnicas de acaso em outros trabalhos, como Imaginary Landscape No. 4 (1951), escrita para doze receptores de rádio. Cada rádio tinha dois dispositivos: um para o controle da freqüência sintonizada e outro para o volume. Cage escreveu instruções muito precisas sobre como os executores deveriam ajustar seus rádios e mudar com o tempo, mas ele não podia controlar o som provindo dos aparelhos - que dependia dos programas que estivessem passando no exato lugar e hora da performance.
Uma outra obra de Cage, HPSCHD, também foi composta com técnicas de acaso - dessa vez, músicas do jogo de Mozart "Musikalisches Würfelspiel" citado acima.
Outros compositores do gênero são Henry Brant, Witold Lutoslawski e Lukas Foss.
Pode-se constatar na música "National Anthem" da banda inglesa Radiohead a utilização do conceito de música aleatória pois são sintonizadas rádios durante as performances, sem saber o que está tocando no momento (às vezes esse fato é confundido pelo público com defeitos sonoros).
O termo aleatório não é sempre empregado à música cujo compositor não mantém total controle sobre a obra. Nas peças onde certas decisões são deixadas para o executor, mas não são resultado do acaso, os termos música indeterminada ou aleatoriedade limitada são usados algumas vezes.